# Вухань альпійський
Вухань альпійський (Plecotus macrobullaris) — вид рукокрилих родини Лиликові (Vespertilionidae).

## Поширення
Країни проживання: Албанія, Андорра, Вірменія, Австрія, Азербайджан, Боснія і Герцеговина, Хорватія, Франція, Грузія, Греція, Іран, Італія, Ліхтенштейн, Чорногорія, Російська Федерація, Сербія, Словенія, Іспанія, Швейцарія, Сирія, Туреччина. Висотний діапазон поширення від рівня моря до 2800 м.

## Стиль життя
Колонії складаються з декількох (менше 50) особин. Як і інші види роду Plecotus харчуються комахами і павуками, равликами зібрані з рослинності або землі.

## Морфологія
Вид трохи більший, ніж поширений в Центральній Європі вухань бурий. Довжина голови й тіла становить 46-55 мм, довжина передпліччя 37-46 мм, довжина хвоста 41-53 мм, вуха завдовжки 34-38 мм, вага 6-10 грам. Залежно від місця проживання верх світло-сірий, світлий червонувато-коричневий чи світлий буро-сірий, низ жовтувато-білий чи сірувато-білий і до майже білого. Голова в основному біла, темні плями обличчя простягається від кутів рота до очей.